# Almantas Petkus
Almantas Petkus (ur. 5 czerwca 1976 w Telszach) – litewski polityk, samorządowiec, mer rejonu telszańskiego, od 2008 do 2012 poseł na Sejm Republiki Litewskiej.

## Życiorys
W młodości pracował jako mechanik, kierownik działów, a później dyrektor w spółkach "Vėtrūna", "Vėtrūnėlė" i "Elektros viešbutis". W latach 1999–2005 studiował na Wileńskim Uniwersytecie Technicznym im. Giedymina.
W 2002 przystąpił do Partii Liberalno-Demokratycznej (od 2005 działającej pod nazwą Porządek i Sprawiedliwość). W tym samym roku wszedł w skład rady rejonu telszańskiego. Po wyborach samorządowych w 2007 objął urząd mera tej gminy.
W wyborach parlamentarnych w 2008 uzyskał mandat posła w okręgu Telsze, pokonując w II turze byłego premiera Gediminasa Vagnoriusa. W 2012 nie został wybrany na kolejną kadencję. W rządzie Algirdasa Butkevičiusa pełnił funkcję wiceministra środowiska.